# Collegio di Battersea
Battersea è un collegio elettorale situato nella Grande Londra, e rappresentato alla Camera dei comuni del Parlamento del Regno Unito. Elegge un membro del parlamento con il sistema first-past-the-post, ossia maggioritario a turno unico; l'attuale parlamentare è Marsha de Cordova del Partito Laburista, che rappresenta il collegio dal 2017.

## Estensione

Battersea dal 2010 al 2024

- 1885-1918: i ward 2 e 3 di Battersea Parish, e la parte del ward 4 confinante a sud con Battersea Rise, e ad est con St John's Road.
- 1983-2010: i ward del borgo londinese di Wandsworth di Balham, Fairfield, Latchmere, Northcote, Queenstown, St John, St Mary's Park e Shaftesbury.
- 2010-2024: come sopra, con l'esclusione di St John.
- dal 2024: i ward del borgo londinese di Wandsworth di Balham; Battersea Park; Falconbrook; Lavender; Nine Elms; Northcote; Shaftesbury and Queenstown; St Mary's e Wandsworth Town.

Il collegio copre la parte nord-orientale del borgo londinese di Wandsworth, e include la parte centrale di Wandsworth e, come Chelsea dall'altra parte del fiume, tocca il Tamigi prima che fluisca nella parte centrale di Londra.
Comprende tutto il quartiere di Battersea, incluso il grande Battersea Park, che ospita spesso eventi di intrattenimento e festival stagionali, il lungofiume e l'eliporto di Londra, e si estende verso est per comprendere Nine Elms e Queenstown e verso ovest fino a Wandsworth. Battersea si estende anche verso sud tra Wandsworth Common e Clapham Common.

## Membri del parlamento
| Elezione | Elezione | Deputato                | Partito           |
| -------- | -------- | ----------------------- | ----------------- |
|          | 1885     | Octavius Vaughan Morgan | Liberale          |
|          | 1892     | John Burns              | Liberal-laburista |
|          | 1918     | Collegio abolito        | Collegio abolito  |
|          | 1983     | Collegio ricreato       | Collegio ricreato |
|          | 1983     | Alf Dubs                | Laburista         |
|          | 1987     | John Bowis              | Conservatore      |
|          | 1997     | Martin Linton           | Laburista         |
|          | 2010     | Jane Ellison            | Conservatore      |
|          | 2017     | Marsha De Cordova       | Laburista         |

## Elezioni

### Elezioni negli anni 2020
| Partito                    | Partito                                | Candidato                  | Risultati 4 luglio 2024 | Risultati 4 luglio 2024 |
| Partito                    | Partito                                | Candidato                  | Voti                    | %                       |
| -------------------------- | -------------------------------------- | -------------------------- | ----------------------- | ----------------------- |
|                            | Laburista                              | Marsha de Cordova          | 22 983                  | 48,81                   |
|                            | Conservatore                           | Tom Pridham                | 10 944                  | 23,24                   |
|                            | Lib Dem                                | Francis Chubb              | 4 826                   | 10,25                   |
|                            | Verde                                  | Joe Taylor                 | 4 239                   | 9,00                    |
|                            | Reform UK                              | Barry Edwards              | 2 825                   | 6,00                    |
|                            | Workers                                | Daniel Smith               | 499                     | 1,06                    |
|                            | Rejoin EU                              | Georgina Burford-Connole   | 401                     | 0,85                    |
|                            | Indipendente                           | Jake Thomas                | 216                     | 0,46                    |
|                            | Social Democratico                     | Ed Dampier                 | 149                     | 0,32                    |
|                            |                                        |                            |                         |                         |
| Iscritti                   | Iscritti                               | Iscritti                   | 72 767                  | 100,00                  |
| ↳ Votanti (% su iscritti)  | ↳ Votanti (% su iscritti)              | ↳ Votanti (% su iscritti)  | 47 082                  | 64,70                   |
| ↳ Astenuti (% su iscritti) | ↳ Astenuti (% su iscritti)             | ↳ Astenuti (% su iscritti) | 25 685                  | 35,30                   |
|                            |                                        |                            |                         |                         |
|                            | Esito: collegio confermato a Laburista |                            |                         |                         |

### Elezioni negli anni 2010
| Partito                    | Partito                                | Candidato                  | Risultati 12 dicembre 2019 | Risultati 12 dicembre 2019 |
| Partito                    | Partito                                | Candidato                  | Voti                       | %                          |
| -------------------------- | -------------------------------------- | -------------------------- | -------------------------- | -------------------------- |
|                            | Laburista                              | Marsha de Cordova          | 27 290                     | 45,50                      |
|                            | Conservatore                           | Kim Caddy                  | 21 622                     | 36,05                      |
|                            | Lib Dem                                | Mark Gitsham               | 9 150                      | 15,26                      |
|                            | Verdi                                  | Lois Davis                 | 1 529                      | 2,55                       |
|                            | Brexit                                 | Jake Thomas                | 386                        | 0,64                       |
|                            |                                        |                            |                            |                            |
| Iscritti                   | Iscritti                               | Iscritti                   | 79 350                     | 100,00                     |
| ↳ Votanti (% su iscritti)  | ↳ Votanti (% su iscritti)              | ↳ Votanti (% su iscritti)  | 59 977                     | 75,59                      |
| ↳ Astenuti (% su iscritti) | ↳ Astenuti (% su iscritti)             | ↳ Astenuti (% su iscritti) | 19 373                     | 24,41                      |
|                            |                                        |                            |                            |                            |
|                            | Esito: collegio confermato a Laburista |                            |                            |                            |

| Partito                    | Partito                                           | Candidato                  | Risultati 8 giugno 2017 | Risultati 8 giugno 2017 |
| Partito                    | Partito                                           | Candidato                  | Voti                    | %                       |
| -------------------------- | ------------------------------------------------- | -------------------------- | ----------------------- | ----------------------- |
|                            | Laburista                                         | Marsha de Cordova          | 25 292                  | 45,94                   |
|                            | Conservatore                                      | Jane Ellison               | 22 876                  | 41,55                   |
|                            | Lib Dem                                           | Richard Davis              | 4 401                   | 7,99                    |
|                            | Indipendente                                      | Chris Coghlan              | 1 234                   | 2,24                    |
|                            | Verdi                                             | Lois Davis                 | 866                     | 1,57                    |
|                            | UKIP                                              | Eugene Power               | 357                     | 0,65                    |
|                            | Socialista                                        | Daniel Lambert             | 32                      | 0,06                    |
|                            |                                                   |                            |                         |                         |
| Iscritti                   | Iscritti                                          | Iscritti                   | 77 546                  | 100,00                  |
| ↳ Votanti (% su iscritti)  | ↳ Votanti (% su iscritti)                         | ↳ Votanti (% su iscritti)  | 55 058                  | 71,00                   |
| ↳ Astenuti (% su iscritti) | ↳ Astenuti (% su iscritti)                        | ↳ Astenuti (% su iscritti) | 22 488                  | 29,00                   |
|                            |                                                   |                            |                         |                         |
|                            | Esito: collegio passa da Conservatore a Laburista |                            |                         |                         |

| Partito                    | Partito                                   | Candidato                  | Risultati 7 maggio 2015 | Risultati 7 maggio 2015 |
| Partito                    | Partito                                   | Candidato                  | Voti                    | %                       |
| -------------------------- | ----------------------------------------- | -------------------------- | ----------------------- | ----------------------- |
|                            | Conservatore                              | Jane Ellison               | 26 730                  | 52,38                   |
|                            | Laburista                                 | Will Martindale            | 18 792                  | 36,82                   |
|                            | Lib Dem                                   | Luke Taylor                | 2 241                   | 4,39                    |
|                            | Verdi                                     | Joe Stuart                 | 1 682                   | 3,30                    |
|                            | UKIP                                      | Christopher Howe           | 1 586                   | 3,11                    |
|                            |                                           |                            |                         |                         |
| Iscritti                   | Iscritti                                  | Iscritti                   | 76 165                  | 100,00                  |
| ↳ Votanti (% su iscritti)  | ↳ Votanti (% su iscritti)                 | ↳ Votanti (% su iscritti)  | 51 031                  | 67,00                   |
| ↳ Astenuti (% su iscritti) | ↳ Astenuti (% su iscritti)                | ↳ Astenuti (% su iscritti) | 25 134                  | 33,00                   |
|                            |                                           |                            |                         |                         |
|                            | Esito: collegio confermato a Conservatore |                            |                         |                         |

| Partito                    | Partito                                           | Candidato                  | Risultati 6 maggio 2010 | Risultati 6 maggio 2010 |
| Partito                    | Partito                                           | Candidato                  | Voti                    | %                       |
| -------------------------- | ------------------------------------------------- | -------------------------- | ----------------------- | ----------------------- |
|                            | Conservatore                                      | Jane Ellison               | 23 103                  | 47,35                   |
|                            | Laburista                                         | Martin Linton              | 17 126                  | 35,10                   |
|                            | Lib Dem                                           | Layla Moran                | 7 176                   | 14,71                   |
|                            | Verdi                                             | Guy Evans                  | 559                     | 1,15                    |
|                            | UKIP                                              | Christopher MacDonald      | 505                     | 1,04                    |
|                            | Hugh Salmon for Battersea Party                   | Hugh Salmon                | 168                     | 0,34                    |
|                            | Indipendente                                      | Tom Fox                    | 155                     | 0,32                    |
|                            |                                                   |                            |                         |                         |
| Iscritti                   | Iscritti                                          | Iscritti                   | 74 264                  | 100,00                  |
| ↳ Votanti (% su iscritti)  | ↳ Votanti (% su iscritti)                         | ↳ Votanti (% su iscritti)  | 48 792                  | 65,70                   |
| ↳ Astenuti (% su iscritti) | ↳ Astenuti (% su iscritti)                        | ↳ Astenuti (% su iscritti) | 25 472                  | 34,30                   |
|                            |                                                   |                            |                         |                         |
|                            | Esito: collegio passa da Laburista a Conservatore |                            |                         |                         |

### Elezioni negli anni 2000
| Partito                    | Partito                                | Candidato                  | Risultati 5 maggio 2005 | Risultati 5 maggio 2005 |
| Partito                    | Partito                                | Candidato                  | Voti                    | %                       |
| -------------------------- | -------------------------------------- | -------------------------- | ----------------------- | ----------------------- |
|                            | Laburista                              | Martin Linton              | 16 569                  | 40,36                   |
|                            | Conservatore                           | Dominic Schofield          | 16 406                  | 39,97                   |
|                            | Lib Dem                                | Norsheen Bhatti            | 6 006                   | 14,63                   |
|                            | Verdi                                  | Hugo Charlton              | 1 735                   | 4,23                    |
|                            | UKIP                                   | Terry Jones                | 333                     | 0,81                    |
|                            |                                        |                            |                         |                         |
| Iscritti                   | Iscritti                               | Iscritti                   | 69 574                  | 100,00                  |
| ↳ Votanti (% su iscritti)  | ↳ Votanti (% su iscritti)              | ↳ Votanti (% su iscritti)  | 41 049                  | 59,00                   |
| ↳ Astenuti (% su iscritti) | ↳ Astenuti (% su iscritti)             | ↳ Astenuti (% su iscritti) | 28 525                  | 41,00                   |
|                            |                                        |                            |                         |                         |
|                            | Esito: collegio confermato a Laburista |                            |                         |                         |

| Partito                    | Partito                                | Candidato                  | Risultati 7 giugno 2001 | Risultati 7 giugno 2001 |
| Partito                    | Partito                                | Candidato                  | Voti                    | %                       |
| -------------------------- | -------------------------------------- | -------------------------- | ----------------------- | ----------------------- |
|                            | Laburista                              | Martin Linton              | 18 498                  | 50,26                   |
|                            | Conservatore                           | Lucy Shersby               | 13 445                  | 36,53                   |
|                            | Lib Dem                                | Siobhan Vitelli            | 4 450                   | 12,09                   |
|                            | Indipendente                           | Thomas Barber              | 411                     | 1,12                    |
|                            |                                        |                            |                         |                         |
| Iscritti                   | Iscritti                               | Iscritti                   | 67 530                  | 100,00                  |
| ↳ Votanti (% su iscritti)  | ↳ Votanti (% su iscritti)              | ↳ Votanti (% su iscritti)  | 36 804                  | 54,50                   |
| ↳ Astenuti (% su iscritti) | ↳ Astenuti (% su iscritti)             | ↳ Astenuti (% su iscritti) | 30 726                  | 45,50                   |
|                            |                                        |                            |                         |                         |
|                            | Esito: collegio confermato a Laburista |                            |                         |                         |

## Risultati dei referendum

### Referendum sulla permanenza del Regno Unito nell'Unione europea del 2016
|             | Collegio    | Lasciare UE % | Rimanere in UE % |
| ----------- | ----------- | ------------- | ---------------- |
|             | Battersea   | 23,0%         | 77,0%            |
|             | Inghilterra | 53,3%         | 46,7%            |
| Regno Unito | 51,9%       | 48,1%         |                  |